# Hypercyclone
Un hypercyclone (en anglais hypercane < hyper[hurri]cane) est une catégorie hypothétique de cyclone tropical extrême, introduite par le climatologue Kerry Emanuel. Ils n'apparaissent que lorsque la température des océans dépasse 50 °C, soit 15 °C de plus que la température océanique la plus chaude jamais enregistrée.
Étant donné la configuration actuelle du climat terrestre, seuls quelques événements exceptionnels peuvent entraîner la formation d’hypercyclones : la collision d'un large astéroïde, une éruption supervolcanique ou un réchauffement climatique considérable. Les hypercyclones auraient éventuellement contribué à plusieurs extinctions massives d'espèces. Selon Kerry Emmanuel, l'astéroïde ayant causé la disparition des dinosaures a pu susciter une série d'hypercyclones, accélérant ainsi la dégradation d'écosystèmes déjà fragilisés.

## Mécanisme de formation

« Anatomie » d'un cyclone tropical : bandes de pluie concentriques, l'œil et son mur. Les flèches montrent le mouvement de l'air et des nuages.

Un cyclone tropical fonctionne comme un moteur thermique de Carnot alimenté par la différence de température entre la mer et la couche la plus haute de la troposphère. Lorsque l'air est aspiré vers l'œil, il récupère la chaleur latente de l'eau de mer en train de s'évaporer. Cette chaleur est ensuite libérée sous forme de chaleur sensible lors de la montée à l'intérieur du mur de l'œil et irradie au sommet du système orageux. L'apport d'énergie est compensé par la dissipation d'énergie dans une couche limite turbulente proche de la surface, ce qui conduit à un équilibre énergétique.
Cependant, dans le modèle d'Emanuel, si la différence de température entre la mer et le sommet de la troposphère est trop importante, l'équation d'équilibre n'est pas résolue. Au fur et à mesure que de l'air est aspiré, la chaleur dégagée réduit davantage la pression centrale, entraînant plus de chaleur dans une rétroaction positive. La limite réelle de l'intensité de l'hypercyclone dépend donc d'autres facteurs de dissipation d'énergie incertains, : flux entrant qui cesse d'être isothermique, formation d'ondes de choc dans la circulation autour de l'œil ou rupture turbulente du tourbillon.

### Conséquences

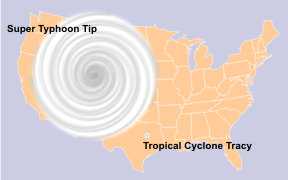
Comparaison entre le typhon Tip et le cyclone Tracy sur une carte des États-Unis. L'hypercyclone moyen ne dépassera pas en diamètre Tracy mais aurait plus de puissance que Tip.

Selon le modèle hypothétique d'Emanuel, pour former un hypercyclone, la température de l'océan devrait être d'au moins 49 °C ce qui leur permettrait de s'étendre verticalement dans la stratosphère supérieure, alors que les ouragans actuels ne s'étendent que dans la stratosphère inférieure. Ses vents seraient supérieurs à 800 km/h, pouvant atteindre 970 km/h, et la pression centrale serait de moins de 700 hPa,. Cependant, un hypercyclone ne ferait que 25 km de diamètre et perdrait rapidement de sa force après une entrée dans des eaux plus froides.
À titre de comparaison, le cyclone tropical avec le plus grand diamètre et le plus intense enregistré est le typhon Tip de 1979 avec une pression centrale de 870 hPa. Un hypercyclone serait près de huit fois plus puissant que l'ouragan Patricia dont les vents soutenus sont les plus élevés jamais enregistrés à 343 km/h.
À cause de leur faible diamètre, les hypercyclones ne perturbent que peu la température des eaux de surface de la mer qui pourraient alors rester assez chaudes pendant des semaines, permettant à d'autres de se former au même endroit donnant une durée de vie de plusieurs semaines à l'ensemble. Les nuages atteindraient 30 à 40 km d'altitude. Une telle tempête endommagerait donc la couche d'ozone de la Terre, ce qui pourrait avoir des conséquences dévastatrices sur la vie sur Terre. En effet, les molécules d'eau dans la stratosphère réagiraient avec l'ozone pour accélérer la désintégration en O2 et réduire l'absorption de la lumière ultraviolette.

## Dans la culture populaire
La trilogie de romans de science-fiction « The Night's Dawn Trilogy (L'Aube de la nuit) », de Peter F. Hamilton, décrit une Terre du XXIVe siècle où les changements climatiques incontrôlés ont généralisé les hypercyclones, appelés « tempêtes de nuée ». Ce nom provient d'une extrapolation de la citation de la théorie du chaos qui veut que « le battement des ailes d'un papillon peut créer une tempête ». Un hypercyclone ne peut être alors que le résultat des mouvements d’une nuée de papillons volant à l'unisson.
Des hypercyclones apparaissent également dans le film Le Jour d'après mais provenant d'une cause différente de celle mentionnée dans cet article. En outre, certains créationnistes affirment que de telles tempêtes auraient frappé fréquemment à l’époque du déluge.